# Albert von Schrenk-Notzing
El Barón Albert von Schrenck-Notzing (Oldenburg, 18 de mayo de 1862 – Múnich, 12 de febrero de 1929) fue un médico y psiquiatra alemán, pionero en las disciplinas de la psicoterapia y la parapsicología.

## Biografía

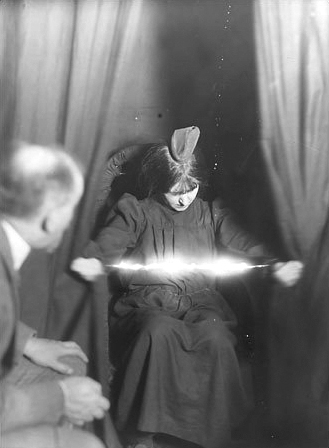
Eva C. (1912).

Nació en una antigua familia aristocrática de Múnich, los Schrenck von Notzing. Era hijo del mayor Walter von Schrenck-Notzing y su esposa Meta Abbes. Estudió Medicina en Múnich y se graduó en 1888. En el año siguiente se estableció en esa misma ciudad como médico y se dedicó a la Psicología médica; fue el primer psicoterapeuta de Alemania. Se casó con Gary Siegle, hija del industrial Gustav Siegle. Con ella tuvo dos hijos, Leopold (*1894) y Gustav (*1896). El publicitario Caspar von Schrenck-Notzing fue uno de sus nietos.
Sus experiencias con la hipnosis le hicieron conocido. En 1886 fundó con el filósofo Carl du Prel la Sociedad Psicológica de Múnich (Psychologische Gesellschaft), que trataba asuntos hoy son asociados con la Parapsicología. Escribió muchas monografías sobre sus investigaciones, algunas de las cuales fueron publicadas en Zeitschrift für Parapsychologie. Son notables sus relaciones con el escritor Thomas Mann y sus experimentos con la médium Rudi Schneider al comienzo de la década de 1920. Schrenck-Notzing estaba particularmente interesado en el potencial terapêutico de la hipnosis. Como psicoterapeuta, desarrolló nuevos métodos para el tratamiento de la disfunción sexual y la neurastenia.
Consagró mucho tiempo al estudio de los fenómenos paranormales, los médiums, el hipnotismo y la telepatía. Recurrió para ello a espiritistas y médiums como Willi Schneider, Rudi Schneider, Valentine Dencausse o Marthe Beráud, más conocida como Eva C.

## Obras publicadas
- "Ein Beitrag zur therapeutischen Verwertung des Hypnotismus" (1888, ensayo)
- "Der Kampf um die Materialisations Phänomene" (1914)
- "Die Phänomene des Medium Linda Gazerra". (1917)
- "Physikalische Phänomene des Mediumismus" (1920)
- "Experimente der Fernbewegung (Telekinese) im psychologischen Institut der Münchener Universität" (1924)
- "Die physikalischen Phanomene der grossen Medien" (1926)
- "Grundfragen der Parapsychologie" (1929)
- "Entwicklung des Okkultismus zur Parapsychologie in Deutschland" (1932)
- "Die PhĚnomene des Medium Rudi Schneider" (1933)
- Phenomena of Materialisation, 1920
- Therapeautic Suggestion in Psychopathia Sexualis With Special Reference to Contrary Sexual Instinct, 1898 (con Charles Gilbert Chaddock)